# Bettina Campbell
Bettina Campbell, nome artístico de Elizabeth Jongkind (Lelydorp, Suriname, 25 de maio de 1974), é uma atriz pornográfica. Começou sua carreira na indústria de filmes adultos em 1996, aos 22 anos de idade. Já realizou filmes para diversas produtoras, entre elas 999 Black & Blue Productions, Colmax, IFG, Mario Salieri Entertainment Group, Metro, Pleasure Productions, Private, Pure Filth, Red Board Video e Wicked Pictures.

## Prêmios e indicações
- 2000: Prêmio Venus de Melhor Atriz na Europa.[3]
- 2000: Prêmio Venus de melhor atriz no mundo.[3]
- 2000: Europeu-X-Festival em Brüssel: „Best Hardcore Actrice Starlet“[4]

## Filmografia
Filmografia (Internet Adult Film Database):
| Ano  | Título do Filme                                  | Produtora                         |
| ---- | ------------------------------------------------ | --------------------------------- |
| 1996 | Shaved 10                                        | Red Board Video                   |
| 1997 | Private Castings X 4                             | Private                           |
| 1997 | Private Gold 26: Tatiana 1                       | Private                           |
| 1997 | Private Triple X Files 1: Nicole and Margot      | Private                           |
| 1998 | Daydreamer                                       | Metro                             |
| 1998 | Private Gold 27: Tatiana 2                       | Private                           |
| 1998 | Private Gold 28: Tatiana 3                       | Private                           |
| 1998 | Private Gold 30: Fatal Orchid 1                  | Private                           |
| 1998 | Private Gold 31: Fatal Orchid 2                  | Private                           |
| 1998 | Private Triple X Files 12: Eat Up                | Private                           |
| 1998 | Private Triple X Files 5: Silvie                 | Private                           |
| 1998 | Private Triple X Files 8: Dungeon                | Private                           |
| 1998 | Secrets of Kamasutra                             | Private                           |
| 1998 | Wild 'n Wet                                      | Pleasure Productions              |
| 1999 | Moglie Violata                                   | Mario Salieri Entertainment Group |
| 1999 | My First Time 1                                  | Private                           |
| 1999 | Pirate Deluxe 7: London Calling                  | Private                           |
| 1999 | Pirate Deluxe 7: London Calling                  | Private                           |
| 1999 | Private Castings X 18                            | Private                           |
| 1999 | Private XXX 4                                    | Private                           |
| 1999 | Private XXX 5                                    | Private                           |
| 1999 | Private XXX 6                                    | Private                           |
| 1999 | Uranus Experiment 1                              | Private                           |
| 1999 | Uranus Experiment 2                              | Private                           |
| 2000 | Gothix                                           | IFG                               |
| 2000 | Private Castings X 24                            | Private                           |
| 2000 | Private XXX 9                                    | Private                           |
| 2000 | Twelve Strokes to Midnight                       | Wicked Pictures                   |
| 2001 | Divina                                           | Colmax                            |
| 2001 | Leggenda del pirata nero                         | 999 Black & Blue Productions      |
| 2001 | Over Anal-yzed                                   | IFG                               |
| 2001 | Private Life of Bettina                          | Private                           |
| 2002 | Pirate Fetish Machine 7: Fetish TV               | Private                           |
| 2002 | Private Life of Wanda Curtis                     | Private                           |
| 2002 | Private Reality 11: Singularity                  | Private                           |
| 2002 | When Helen Meets Monique                         | Pleasure Productions              |
| 2003 | Fallen Angels                                    | Private                           |
| 2003 | Private Gold 59: Mafia Princess                  | Private                           |
| 2003 | Private Gold 64: Cleopatra 2: the Legend of Eros | Private                           |
| 2003 | Private Reality 14: Girls of Desire              | Private                           |
| 2004 | Ebony Dreams                                     | Private                           |
| 2004 | Misty Rain's Lost Episodes 2                     | Pure Filth                        |
| 2004 | Private Life of Jessica May                      | Private                           |
| 2004 | Private Life of Sandra Iron                      | Private                           |
| 2005 | Adventures of Pierre Woodman 9: Castings         | Private                           |
| 2005 | Private Life of Julie Silver                     | Private                           |
| 2007 | Private Sampler 10                               | Private                           |